# Aralosaure
L'aralosaure (Aralosaurus, "llangardaix del mar d'Aral") és un gènere de dinosaure hadrosàurid que va viure al Cretaci superior, entre fa 95 i fa 80 milions d'anys, en el que actualment és Kazakhstan. L'aralosaure es caracteritzava per un pic petit i ossi sobre el nas, similar al dels seus parents Maiasaura i griposaure.